# Арвесен, Курт Асле
Курт Асле Арвесен (род. 9 февраля 1975, Молде) — завершивший карьеру шоссейный велогонщик, многократный чемпион Норвегии.

## Карьера
В подростковом возрасте кроме велогонок Арвесен серьёзно увлекался несколькими видами спорта: лёгкой атлетикой, футболом и лыжными гонками. В 1995 году он остановился на велоспорте, начав выступать за любительскую команду Бергена. Через 2 года он выиграл групповую гонку чемпионата мира среди мужчин до 23 лет и сразу 3 взрослых чемпионата Норвегии: в групповой гонке, критериуме и командной разделке. За карьеру Арвесен 10 раз становился чемпионом страны: 5 раз в групповой гонке, по 2 раза в индивидуальной и командной разделках, и тот самый критериум. Новоиспечённый чемпион мира уехал в Италию, где в конце 1998 года подписал первый профессиональный контракт. В 2001 году, когда Riso Scotti не дождалась от норвежца значимых побед, он перешёл в небольшую датскую команду Team Fakta. В новой команде Курт Асле чувствовал себя комфортно, через год он выиграл Тур Швеции, а в 2003 году одержал свою первую победу на этапе Гранд Тура, Джиро д'Италия.
Норвежцу хотелось остаться в Скандинавии, и в 2004 году он начал выступать за Team CSC. Арвесен сразу выиграл важную для его команды многодневку Данмарк Рундт. В 2007 году он повторил этот успех, годом ранее выиграл Стер Электротур, но в основном выполнял функции грегари. В том же 2007 году Курт Асле снова победил на этапе Джиро, на этот раз выиграв спринт из отрыва у Паоло Беттини. В 2008 году он одержал главную, по его словам, победу в карьере, на этапе Тур де Франс. Тот же сезон принёс ему победу на E3 Харелбеке. Через год Арвесен в последний раз стал чемпионом страны, а в 2010 перешёл в британскую Team Sky. Побед он больше не добивался, и 9 октября 2011 года завершил карьеру после Париж — Тур. Бо́льшую часть года Арвесен живёт у озера Гарда с женой, соседствуя со своим приятелем Маркусом Люнгквистом; межсезонье проводит на родине.

## Главные победы
- 1 этап Тур де Франс (2008)
- 2 этапа Джиро д'Италия (2003, 2007)
- 1 этап (TTT) Вуэльты Испании (2004)
- Чемпион мира в групповой гонке среди молодёжи (1997)
- Чемпион Норвегии в групповой гонке (1997, 1998, 2002, 2008, 2009) и индивидуальной разделке (2001, 2006)
- Общий (2004, 2007), спринтерский (2002) зачёты и 2 этапа (2002, 2007) Данмарк Рундт
- E3 Харелбеке (2008)
- Тур Швеции (2002)
- Колье Классик (2004)
- Гран-при Хернинга (2007)
- 1 этап Херальд Сан Тур (2001)